# Lajos Fekete
Lajos Fekete (* 12. Juni 1891 in Tardos; † 16. Mai 1969 in Budapest) war ein ungarischer Turkologe.

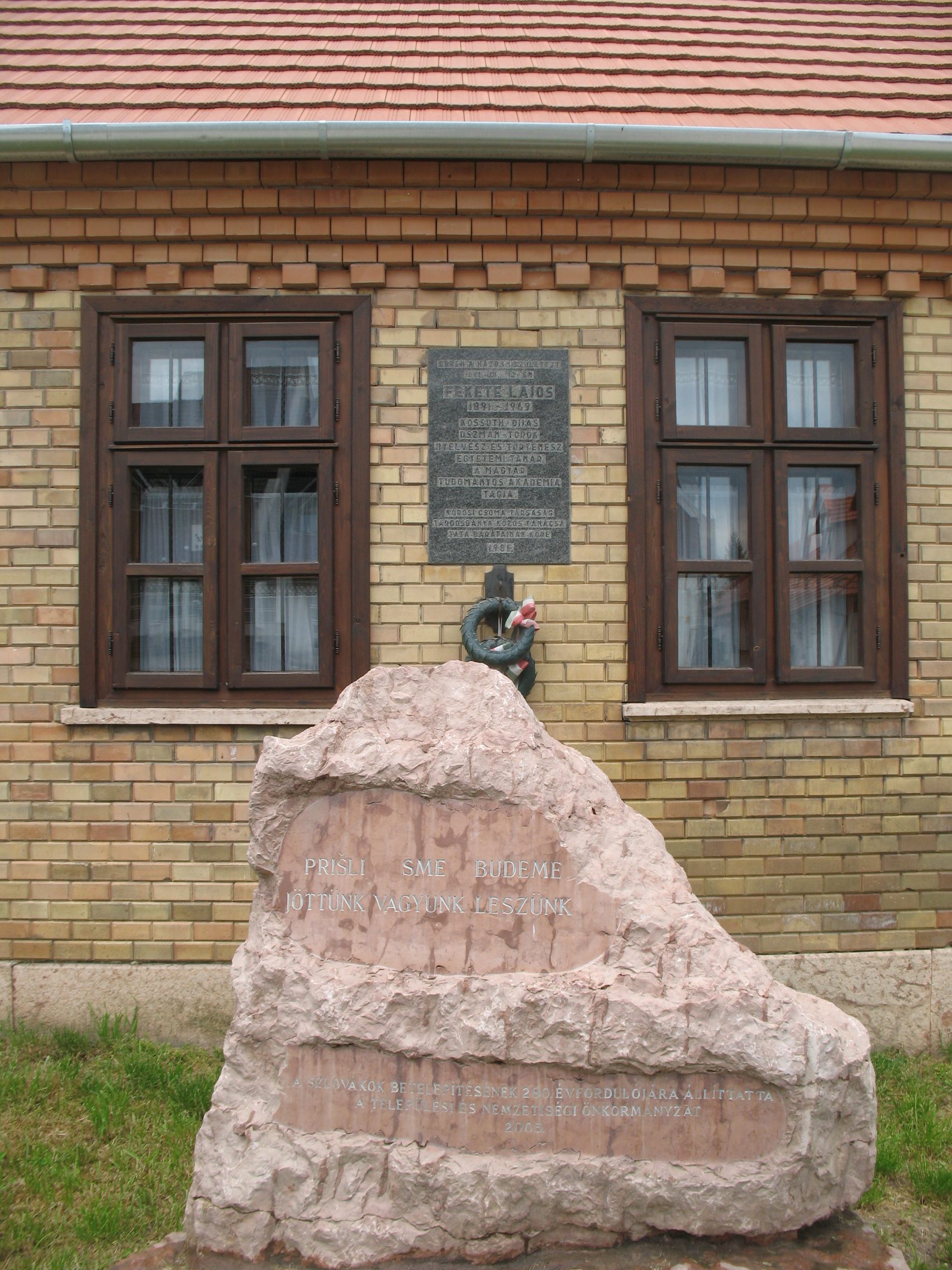
Gedenktafel in Feketes Geburtsort Tardos

## Akademischer Werdegang
Fekete studierte zunächst von 1909 bis 1914 Geschichte und Lateinische Philologie. Im Ersten Weltkrieg diente er an der Ostfront, wurde gefangen genommen und in Krasnojarsk, Sibirien interniert.
Dort lernte er von einem osmanischen Kriegsgefangenen Türkisch.
Nach seiner Rückkehr nach Ungarn studierte er Türkische Philologie in Budapest bei Gyula Németh und in Wien bei Friedrich Kraelitz. Von 1927 bis 1928 studierte er Arabische und Persische Philologie in Berlin.
Ab 1929 war er als Lehrer an der Peter-Pazmany-Universität in Budapest tätig. Ab 1952 war er ordentlicher Professor für Türkische Philologie.
Seine Forschungsschwerpunkte waren das osmanische Ungarn, Diplomatik und Paläografie.

## Werke auf Deutsch
- Einführung in die osmanisch-türkische Diplomatik der türkischen Botmäßigkeit in Ungarn. Budapest 1926 (Magyar Országos Levéltár kiadványai).
- Türkische Schriften aus dem Archive des Palatins Nikolaus Esterházy, 1606–1645. Budapest: Universitätsdruck. 1932.
- Die Siyagat-Schrift in der türkischen Finanzverwaltung I–II: Beitrag zur türkischen Paläographie. Budapest: Akadémiai. 1955. = Bibliotheca Orientalis Hungarica, Bd. 7.
- Einführung in die persische Paläographie: 101 persische Dokumente. Hrsg. von György Hazai. Budapest: Akadémiai. 1976.